# Роз'їзд Шомиртли
Роз'їзд Шомиртли́ (рос. Разъезд Шомыртлы, башк. Разъезы Шомортло) — присілок у складі Біжбуляцького району Башкортостану, Росія. Входить до складу Сухоріченської сільської ради.
Населення — 3 особи (2010; 10 в 2002).
Національний склад:
- башкири — 100 %